# Dan Rooney

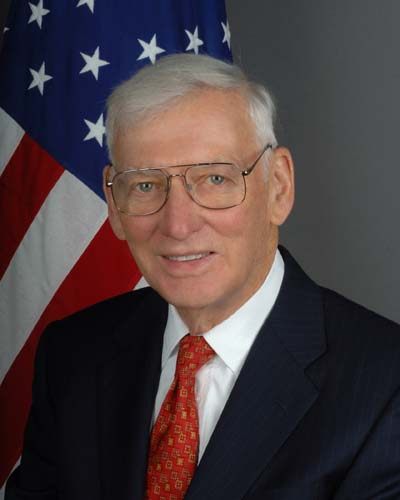
Dan Rooney

Daniel Milton „Dan“ Rooney  (* 20. Juli 1932 in Pittsburgh, Pennsylvania; † 13. April 2017) war ein US-amerikanischer Diplomat und Unternehmer.

## Werdegang
Dan Rooney studierte an der Duquesne University. Vom 3. Juli 2009 bis zum 14. Dezember 2012 war er Botschafter der Vereinigten Staaten in Irland.
Ab 1975 war er Besitzer und Präsident des NFL-Teams Pittsburgh Steelers. Während seiner Amtszeit gewannen die Steelers fünfmal den Super Bowl. Im Jahr 2000 wurde er in die Pro Football Hall of Fame aufgenommen.